# Ömnögobi

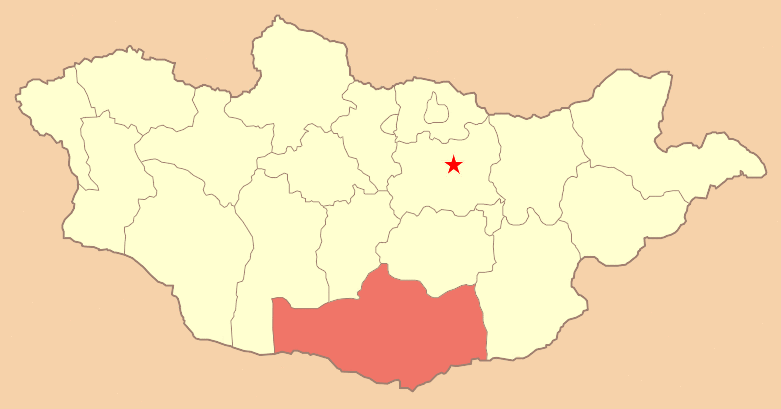
Ömnögöbis läge i Mongoliet

Ömnögobi (mongolisk kyrilliska: Өмнөговь аймаг; Ömnögov ajmag, även transkriberat på flera andra sätt; "Sydgobi") är en provins i södra Mongoliet. Den har totalt 47 300 invånare (2000) och en areal på 165 400 km². Provinshuvudstad är Dalandzadgad.

## Administrativ indelning
Provinsen är indelad i 15 distrikt (sum): Bayandalay, Bayan-Ovoo, Bulgan, Dalanzadgad, Gurvantes, Hanbogd, Hanhongor, Hürmen, Mandal-Ovoo, Manlay, Nomgon, Noyon, Sevrey, Tsogt-Ovoo och Tsogttsetsiy.